# Reformní strana Spojených států amerických
Reformní strana Spojených států amerických (anglicky Reform Party of the United States of America) je centristická politická strana působící na území Spojených států amerických. Byla založena roku 1995 Rossem Perotem, který tvrdil, že americká politická scéna je ztuhlá a neperspektivní, a proto potřebuje nutnou reformu.
V prezidentských volbách 1996 obdržel Ross Perot 8,4 % platných hlasů a zařadil se na třetí místo všeobecného hlasování. Mezi další mediálně známé kandidáty strany v prezidentských, kongresových a guvernérských volbách se zařadili Ralph Nader, Donald Trump a David Duke. V roce 1999 se Jesse Ventura stal guvernérem Minnesoty. V roce po nástupu do úřadu však stranu opustil.
V roce 2024 Reformní strana podpořila v prezidentských volbách Roberta F. Kennedyho.